# Клаудія Чабалгойті
Клаудія Чабалгойті (порт. Cláudia Chabalgoity; нар. 13 березня 1971) — колишня бразильська тенісистка.
Найвищу одиночну позицію світового рейтингу — 121 місце досягла 6 серпня 1990, парну — 102 місце — 3 грудня 1990 року.
Здобула 4 одиночні та 4 парні титули туру ITF.

## Фінали турнірів WTA

### Парний розряд: 2 (2 поразки)
| Результат | Дата            | Турнір      | Рівень  | Покриття | Партнерка               | Суперниці                      | Рахунок  |
| --------- | --------------- | ----------- | ------- | -------- | ----------------------- | ------------------------------ | -------- |
| Поразка   | Rainha Cup 1989 | Brasil Open | Tier V  | Тверде   | Лусіана Корсато-Овсянка | Мерседес Пас Патрісія Тарабіні | 2–6, 2–6 |
| Поразка   | Жов 1993        | Brasil Open | Tier IV | Ґрунт    | Андреа Віейра           | Забіне Гак Вероніка Мартінек   | 2–6, 6–7 |

## Фінали ITF
| турніри $25,000 |
| турніри $10,000 |

### Одиночний розряд: 10 (4–6)
| Результат | Ранг | Дата            | Турнір                      | Покриття  | Суперниця               | Рахунок       |
| --------- | ---- | --------------- | --------------------------- | --------- | ----------------------- | ------------- |
| Поразка   | 1.   | 16 липня 1989   | ITF Казерта, Італія         | Ґрунт     | Мара Ейкенбом           | 5–7, 7–5, 3–6 |
| Перемога  | 1.   | 17 вересня 1989 | ITF Памплона, Іспанія       | Ґрунт     | Ульріке Пріллер         | 6–3, 6–3      |
| Перемога  | 2.   | 10 грудня 1989  | ITF Сан-Паулу, Бразилія     | Ґрунт     | Лусіана Корсато-Овсянка | 6–1, 7–5      |
| Поразка   | 2.   | 25 березня 1990 | ITF Мулен, Франція          | Килим (i) | Савамацу Наоко          | 3–6, 1–6      |
| Поразка   | 3.   | 2 квітня 1990   | ITF Турин, Італія           | Ґрунт     | Сандра Допфер           | 2–6, ret.     |
| Поразка   | 4.   | 14 травня 1990  | ITF Кашкайш, Португалія     | Ґрунт     | Катерін Моте-Жобкель    | 3–6, 2–6      |
| Перемога  | 3.   | 30 серпня 1992  | ITF Керетаро, Мексика       | Тверде    | Марія Вірхінія Франсеса | 6–2, 6–3      |
| Поразка   | 5.   | 19 жовтня 1992  | ITF Буенос-Айрес, Аргентина | Ґрунт     | Маріана Діас-Оліва      | 4–6, 6–2, 2–6 |
| Перемога  | 4.   | 11 квітня 1993  | ITF Афіни, Греція           | Ґрунт     | Ірина Звєрєва           | 6–2, 4–6, 6–3 |
| Поразка   | 6.   | 19 липня 1993   | ITF Більбао, Іспанія        | Ґрунт     | Неус Авіла              | 3–6, 0–6      |

### Парний розряд: 7 (4–3)
| Результат | Ранг | Дата              | Турнір                      | Покриття | Партнерка            | Суперниці                       | Рахунок       |
| --------- | ---- | ----------------- | --------------------------- | -------- | -------------------- | ------------------------------- | ------------- |
| Поразка   | 1.   | 31 жовтня 1988    | ITF Гуаружа, Бразилія       | Ґрунт    | Лусіана Делла Каза   | Карін Баккум Сімоне Шилдер      | 6–0, 3–6, 4–6 |
| Перемога  | 1.   | 11 вересня 1989   | ITF Памплона, Іспанія       | Тверде   | Ана Сегура           | Ева Бес Вірхінія Руано Паскуаль | 6–3, 6–0      |
| Перемога  | 2.   | 12 листопада 1990 | ITF Порту-Алегрі, Бразилія  | Ґрунт    | Лусіана Телла        | Енн Гросбек Ліхіні Веерасурія   | 6–1, 6–1      |
| Перемога  | 3.   | 25 листопада 1990 | ITF Флоріанополіс, Бразилія | Ґрунт    | Крістіна Розвадовскі | Татіана Бус Алесандра Каул      | 6–0, 6–1      |
| Поразка   | 2.   | 13 квітня 1992    | ITF Мехіко                  | Тверде   | Ісабела Петров       | Лусіла Бесерра Шочітль Ескобедо | 3–6, 2–6      |
| Перемога  | 4.   | 23 серпня 1992    | ITF Куернавака, Мексика     | Тверде   | Ісабела Петров       | Естелле Ґеверс Лізель Губер     | 7–5, 5–7, 6–2 |
| Поразка   | 3.   | 15 листопада 1993 | ITF Ла-Плата, Аргентина     | Ґрунт    | Ларісса Шерер        | Лаура Монтальво Мерседес Пас    | 1–6, 4–6      |